# Najib Chaouki
Pour les articles homonymes, voir Chaouki.
Najib Chaouki est un blogueur marocain, militant des droits de l'homme et cybermilitant, né à la fin des années 1970 à Laâttaouia, dans la région de Marrakech. Il fait partie des animateurs du Mouvement du 20-février, créé en 2011, qui fédère différents courants d'opposition au Maroc,.

## Biographie
Najib Chaouki naît à la fin des années 1970 à Attaouia, près de Marrakech, dans une famille de neuf enfants. Il commence des études d'économie à l'université de Marrakech tout en étant très présent dans l'Union nationale des étudiants du Maroc (Unem). Ses activités dans cette association ont vite raison de son assiduité aux études. Il doit quitter l'université au bout de deux ans, faute de résultats suffisants. Il apprend alors l'allemand et en 2001, âgé de 22 ans, il obtient un visa pour entamer des études à l'université de Munich. Il y suit des études d'économie politique tout en participant aux différentes manifestations étudiantes, en tant notamment que partisan de la cause palestinienne. Il se définit comme un étudiant de gauche avant de prendre du recul sur cet engagement lors de son séjour en Allemagne. En 2007, il termine son cursus universitaire avec un diplôme de maîtrise et retourne au Maroc. 
Entre autres activités, il crée le blog Rôle de la liberté (Rihab Al-Houria), qui attise rapidement les passions. Il y tient des opinions dissidentes, défendant indifféremment les droits des prisonniers islamistes, des chrétiens, et de ceux qui refusent, à titre personnel, de pratiquer le jeûne du ramadan. Son blog et son compte facebook rassemblent de nombreux lecteurs. 
En 2009, il est l'un des membres fondateurs du Mouvement Alternatif pour les Libertés individuelles, groupe de défense des droits civiques. Avec celui-ci, il organise, pendant l'été 2009, un pique-nique en plein ramadan (avec notamment Zineb El Rhazoui et Ibtissam Lachgar) ce qui est formellement interdit par la loi au Maroc. Ce mouvement de protestation se poursuit ensuite sur facebook. Il demande la suppression de l'article 222 du Code pénal marocain selon lequel seuls les Juifs sont autorisés à manger et boire en public pendant le Ramadan. « Tous les autres Marocains sont considérés comme musulmans et sont donc passibles, selon l'article 222, d'une amende et d'un mois à six mois de prison s'ils rompent le jeûne publiquement. Mais comment savoir qui est musulman ? C'est une question de croyance, de choix personnel ! Ce n'est pas parce qu'on naît marocain qu'on est naturellement musulman ! ». Son combat pour les libertés individuelles passe ainsi par la défense de la liberté religieuse. En mars 2010, il proteste contre l'expulsion du Maroc de religieux et travailleurs sociaux chrétiens et réclame plus de neutralité de la part des autorités civiles : « L’État ne doit pas décider à notre place quelle religion embrasser. ». 
En 2011, alors qu'ont lieu des révoltes politiques et culturelles dans le monde arabe, c'est via internet qu'il prend part à la création du Mouvement du 20 février au Maroc. Ce groupe réunit des opposants de tous bords à la politique du régime marocain et organise de nombreuses manifestations dans le pays,,. Les premiers rassemblements ont lieu les 20 février et 20 mars 2011 et se poursuivent les mois suivants. Les revendications du mouvement portent sur une refonte de la constitution, une réduction des pouvoirs monarchiques, la mise en place d'une justice indépendante, la formation d'un nouveau gouvernement, la lutte contre la corruption et la libération des prisonniers politiques,,. 
Lors des élections législatives du 25 novembre 2011, le Mouvement du 20 février, dont Najib Chaouki est un des porte-paroles, appelle au boycott et à la contestation du programme de réformes, jugé insuffisant,. Najib Chaouki dénonce le climat de cette campagne et des exactions des autorités contre les partisans du mouvement : «Nous n’avons aucune garantie de transparence et nous avons déjà constaté de nombreux dérapages».